# Катара
Катара (на арабски: منخفض القطارة) е депресия в провинция Матрух в северозападната част на Египет. Тя е част от Либийската пустиня, която е част от Сахара. Депресията е разположена под морското равнище, а дъното ѝ е покрито с тиня и пясъчни дюни. Тя се разпростира между 28°35' и 30°25' северна географска ширина и 26°20' и 29°02' източна географска дължина.
Катара е създадена от взаимодействие на солното изветряване и вятърната ерозия. На около 20 километра западно от депресията са разположени оазисите Сиуа (Египет) и Джагбуб (Либия) в по-малки но сходни депресии. В депресията Катара се намира втората най-ниска точка в Африка след Асалското езеро в Джибути. Тя покрива площ от около 19 605 km2.

## География
Депресията има формата на сълза, която е тясна на изток и по-широка на югозапад. Северната част на Катара се характеризира със стръмни скали, достигащи 280 m височина и образуващи ръба на съседното плато Ел Дифа. На юг депресията постепенно преминава към Египетското пясъчно море.
В самата депресия са разположени солни мочурища под северните и северозападните скални ръбове и обширни сухи езерни корита, които от време на време са наводняват. Мочурищата заемат приблизително 300 km2, макар пясъци, издухвани от вятъра, да навлизат в някои от по-влажните райони. Около една четвърт от областта е заета от сухи езерни корита с твърда кора и лепкава кал.
Депресията започва да се образува от вятърна или речна ерозия през късния неоген, ала през кватернер преобладаващият механизъм е комбинация от солно изветряне и вятърна ерозия. Първо солта развалят дъното на депресията, а после вятърът издухва образувалия се пясък. Този процес е по-малко ефективен в източната ѝ част, поради по-ниската соленост на подземните води.

## Екология
Горички от Acacia tortilis растат в плитките песъчливи ниски части, а в блатата растат тръстики, които са и единствената постоянна растителност. Акациите разчитат на оттока от валежите, за да оцелеят. Оазисът Могра в североизточната част на депресията има солено езеро с площ 4 km2 и тръстиково мочурище. Югозападният край на депресията е част от защитената област Сиуа, изградена около оазиса Сиуа.
Депресията представлява важно местообитание за гепарда, който напоследък се среща най-често в северните, западните и северозападните ѝ части, включително и при силно изолираните диви оазиси Айн ел Катара и Ейн ел Газалат и многобройните акациеви горички из депресията. Газели също обитават депресията и са важен източник на храна за гепардите. Най-голямата популация газели се намира в югозападната част на депресията, в обширна влажна зона с мек пясък.
Срещат се още Lepus capensis, златист чакал, лисица на Рюпел и по-рядко фенек. В миналото широко разпространен е бил гривестият козирог, но днес е рядко срещан вид. Сред изчезналите видове в района са саблерог орикс, адакс и Alcelaphus buselaphus buselaphus.

## Климат
Климатът на Катара е силно пустинен, с годишни валежи между 25 и 50 mm в северната част и под 25 mm в южната част на депресията. Средната дневна температура варира между 6,2 и 36,2 °C съответно през зимните и летните месеци. Вятърът е главно североизточен или западен. Така се образуват линейни формации от дюни в пустинята между Катара и долината на Нил. Ветровете са най-силни през март (11,5 m/s) и най-слаби през декември (3,2 m/s). Средната скорост на вятъра е 5 – 6 m/s. В няколко дни от март до май духат хамсини от юг, които рязко покачват температурата и донасят пясък и прах.

## Стопанство
В депресията е разположено едно постоянно селище, оазиса Кара. Той се намира в най-западната ѝ част и е населяван от около 300 души. В депресията живеят и бедуини номади и техните стада животни, като оазисът Могра е важен по време на засушаване.
Катара има залежи от петрол, които се експлоатират на няколко места от Royal Dutch Shell и Apache Corporation.

## История
Надморската височина на депресията за пръв път е измерена през 1917 г. от офицер на британската армия, който води патрул от леки коли в региона. Той определя височината на терена чрез анероиден барометър от името на геолога Джон Бол, който по-късно издава публикации за областта. Той открива, че изворът Айн ел Катара лежи на около 60 метра под морското равнище. Тъй като барометърът е изгубен, а отчитанията му са неочаквани, откритието трябва да се потвърди. През 1924 – 1925 г. Бол организира изследователска група, имаща за цел единствено да извърши триангулация върху надморската височина западно от Уади ел Натрун. В хода на проучването първоначалните измервания са потвърдени и е установено наличието на голяма област под морското равнище, като някои нейни места достигат -133 метра.
Знанията за геологията на Катара са разширени от Ралф Аглър Багнолд, британски военачалник и изследовател, който провежда многобройни пътешествия в района през 1920-те и 1930-те години. През 1927 г. той прекосява депресията от изток на запад и посещава оазисите Кара и Сиуа. В много от тези експедиции се използват моторни превозни средства, които използват специални техники са шофиране в пустинни условия. Тези техники са важно качество на пустинната разузнавателна група, която Багнолд основава през 1940 г.
След направените открития в депресията, Бол ги публикува през октомври 1927 г. в The Geographical Journal. Освен това, именно той кръщава областта „Катара“ по името на извора Айн ел Катара, където са направени първите отчитания. На арабски език, именно се превежда буквално като „капещ“. През 1933 г. Бол публикува предложение за наводняване на областта с цел да се генерира хидроелектрическа енергия.
През Втората световна война присъствието на депресията оформя първата и втората битка при Ел Аламейн. Тя се счита за непроходима от танкове и други тежки военни превозни средства, поради наличието на солени езера, стръмни скали и много фини частици пясък. Самите скали играят ролята на ръб на бойното поле в битката, което за британците означава, че не могат да бъдат нападнати по фланга от юг. И двете страни установяват отбранителни линии от Средиземно море до депресията Катара. Тези защитни съоръжения, известни като „градините на Дявола“ са оцелели и до днес.
Големи военни формирования не навлизат в депресията, макар някои по-опитни германски и британски патрули да се движат из нея. След средата на 1941 г. британците използват път през депресията, за да изнасят паднали самолети в пустинята с цел поправка и възстановяване.
Германски офицер по комуникациите, който е стациониран в депресията през войната, без да иска помага на британците да разбият шифъра на Енигма чрез редовните си трансмисии, гласящи, че „няма нищо за докладване“.